# Resolution 661 des UN-Sicherheitsrates
Die Resolution 661 des UN-Sicherheitsrates ist eine Resolution, die der Sicherheitsrat der Vereinten Nationen auf seiner 2933. Sitzung am 6. August 1990 angenommen hat. Die Resolution wurde am fünften Tage der irakischen Invasion in Kuwait beschlossen. Der Sicherheitsrat erkennt zunächst explizit Kuwaits Recht zur völkerrechtskonformen Selbstverteidigung nach Artikel 51 der UN-Charta an (siehe Präambel) und verhängt ferner Wirtschaftssanktionen gegen den Irak, um den in Resolution 660 geforderten Rückzug der irakischen Truppen durchzusetzen. Konkret wurde ein völliges Embargo etabliert, insbesondere auch für Waffen, und im Ausland vorhandene irakische Finanzen eingefroren. Die Resolution wurde mit 13 zu Null Stimmen angenommen, wobei sich Jemen und Kuba der Stimme enthielten. Zuständige Vorsitzende des Sicherheitsausschusses für die Resolution war die stellvertretende permanente Vertreterin Finnlands Marjatta Rasi.

## Auszüge im Originalwortlaut
„Der Sicherheitsrat,
- in Bekräftigung seiner Resolution 660 (1990) vom 2. August 1990,
- in großer Sorge darüber, dass diese Resolution nicht umgesetzt worden ist, und dass die Invasion Kuwaits durch Irak unter weiteren Verlusten von Menschenleben und Zerstörungen von Sachwerten fortgesetzt wird,
 […]
- in Bekräftigung des naturgegebenen Rechts zur individuellen oder kollektiven Selbstverteidigung nach Artikel 51 der Charta gegen den bewaffneten Angriff Iraks auf Kuwait,
  1. stellt fest, daß Irak Ziffer 2 der Resolution 660 (1990) bisher nicht Folge geleistet und die Herrschaftsgewalt der rechtmäßigen Regierung Kuwaits usurpiert hat;
  2. beschließt infolgedessen, die nachstehenden Maßnahmen zu ergreifen, um die Befolgung von Ziffer 2 der Resolution 660 (1990) durch Irak sicherzustellen und die Herrschaft der rechtmäßigen Regierung Kuwaits wiederherzustellen;
  3. beschließt, daß alle Staaten folgendes verhindern werden:
a) die Einfuhr aller aus Irak oder Kuwait stammenden Rohstoffe und Erzeugnisse, die nach dem Datum dieser Resolution von dort ausgeführt werden, in ihr Hoheitsgebiet;

b) alle Aktivitäten ihrer Staatsangehörigen oder auf ihrem Hoheitsgebiet, welche die Ausfuhr oder den Umschlag irgendwelcher Rohstoffe oder Erzeugnisse aus Irak oder Kuwait fördern würden oder zu fördern gedacht sind; und alle Geschäfte ihrer Staatsangehörigen oder ihre Flagge führender Schiffe oder auf ihrem Hoheitsgebiet mit aus Irak oder Kuwait stammenden Rohstoffen oder Erzeugnissen, die nach dem Datum dieser Resolution von dort aus geführt werden, einschließlich insbesondere sämtlicher Geldtransfers an Irak oder Kuwait zum Zwecke solcher Aktivitäten oder Geschäfte;
c) den Verkauf oder die Lieferung, durch ihre Staatsangehörigen oder aus ihrem Hoheitsgebiet oder unter Benutzung von ihre Flagge führenden Schiffen, irgendwelcher Rohstoffe oder Erzeugnisse, einschließlich Waffen oder sonstigen militärischen Geräts jeder Art, gleichviel ob diese aus ihrem Hoheitsgebiet stammen oder nicht, jedoch ausgenommen Lieferungen, die für rein medizinische Zwecke vorgesehen sind, und – in humanitären Fällen – Nahrungsmittel, an eine natürliche oder juristische Person in Irak oder Kuwait oder an irgendeine natürliche oder juristische Person zum Zweck einer in Irak oder Kuwait oder von Irak oder Kuwait aus durchgeführten Geschäftstätigkeit sowie alle Aktivitäten ihrer Staatsangehörigen oder auf ihrem Hoheitsgebiet, die den Verkauf oder die Lieferung dieser Rohstoffe oder Erzeugnisse fördern oder zu fördern gedacht sind;
  4. beschließt, daß alle Staaten es unterlassen werden, der Regierung Iraks oder irgendeinem Handels-, Industrie- oder öffentlichen Versorgungsunternehmen in Irak oder Kuwait Gelder oder andere finanzielle oder wirtschaftliche Mittel zur Verfügung zu stellen, und ihre Staatsangehörigen und alle sich auf ihrem Hoheitsgebiet befindlichen Personen daran hindern werden, solche Gelder oder Mittel aus ihrem Hoheitsgebiet zu verbringen oder der Regierung Iraks oder einem solchen Unternehmen auf andere Weise zur Verfügung zu stellen oder irgendwelche anderen Gelder an natürliche oder juristische Personen in Irak oder Kuwait zu überweisen, ausgenommen Zahlungen, die ausschließlich für rein medizinische oder humanitäre Zwecke bestimmt sind, sowie, in humanitären Fällen, Nahrungsmittel;
 […]“